# Protonebula tripunctaria
Protonebula tripunctaria är en fjärilsart som beskrevs av John Henry Leech 1897. Protonebula tripunctaria ingår i släktet Protonebula och familjen mätare. Inga underarter finns listade i Catalogue of Life.